# Зенит-4

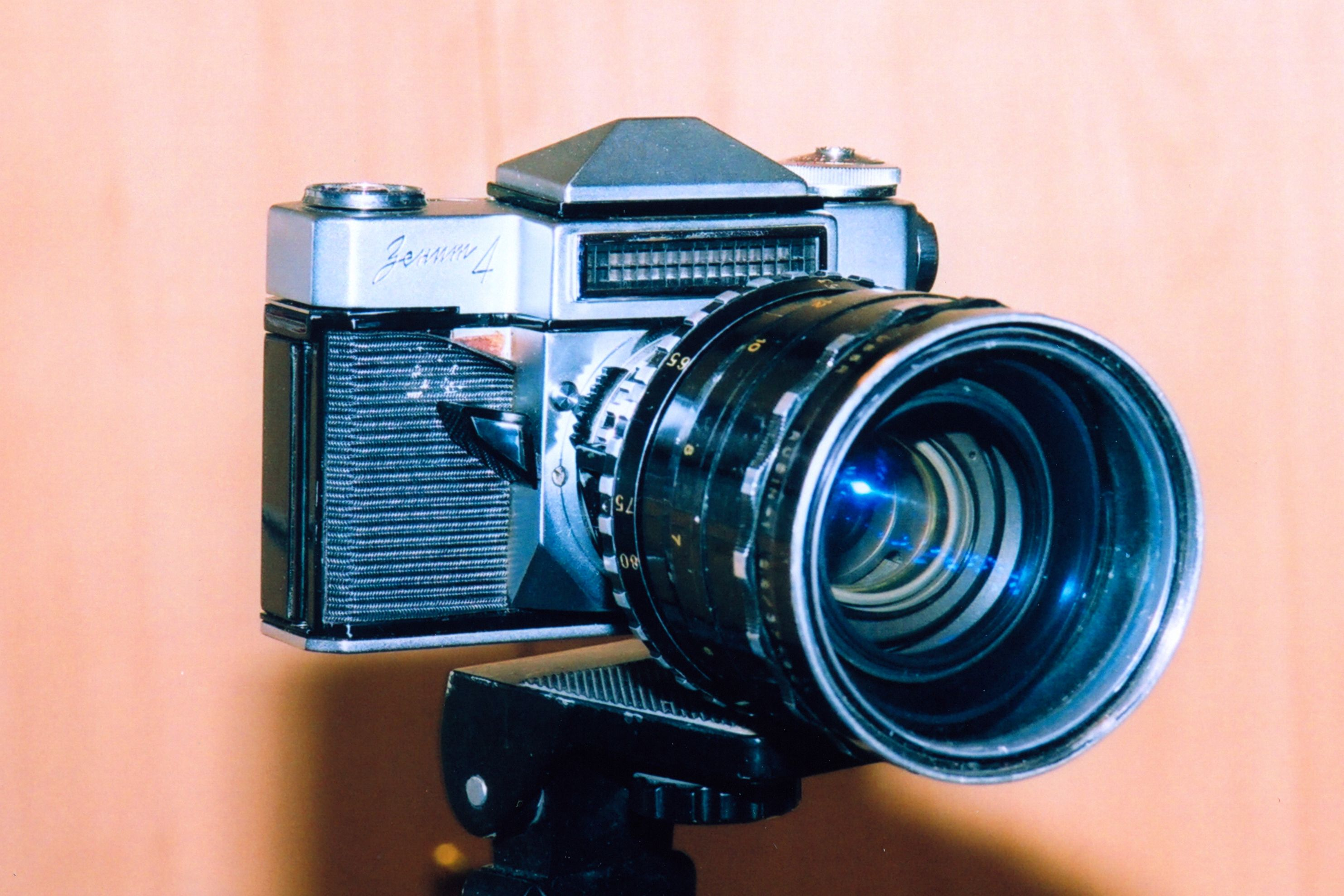
Фотокамера «Зенит-4» з об'єктивом «Рубин-1Ц»

Зени́т-4 — малоформатний однооб'єктивний дзеркальний фотоапарат з центральним залінзовим затвором і змінними об’єктивами. Розроблений на Красногорському механічному заводі (КМЗ) і випускався серійно в 1964—1968 рр. Перший серійний фотоаппарат КМЗ з вбудованим експонометром.  Всього вироблено «Зенит-4» 19 740 екз.

## Технічні характеристики
- Тип — однооб’єктивний дзеркальний напівавтоматичний фотоапарат з «залипальним» дзеркалом (яке стає в робоче положення після зведення затвора)
- Корпус металевий з задньою стінкою, що відкривається.
- Куркове заведення затвора і перемотка плівки. Зворотне перемотування плівки головкою.
- Тип застосовуваного фотоматеріалу — фотоплівка типу 135 в стандартних касетах. Розмір кадру 24 × 36 мм. Також можливо використання двоциліндрових касет зі щілиною, що відкривалась після закриття задньої кришки.
- Затвор — типу «Synchro Compur», механічний, центральний, залінзовий.
- Витримка затвора: від 1 до 1/500 сек і «ручна».
- Змінний Видошукач: пентапризма з 5-кратним окуляром або складна шахта з лупою.
- Фокусувальний екран — матове скло з клинами Додена в центрі.
- Штатний об'єктив — Вега-3Ц.
- Тип кріплення об'єктива — байонет Ц, схожий на байонет системи Bessamatic. Однак, об’єктиви Bessamatic не можна використовувати через відмінність робочого відрізку камери.
- Робочий відрізок камери — 47,58 мм
- Синхроконтакт кабельний з регульованим часом випередження від 0 до 25 мсек. Гнізда для фотоспалаху не було, його можна було встановити на знімний кронштейн.
- Експонометр вбудований з селеновим фотоелементом. Стрілковий індикатор експонометра можна бачити в видошукачі, експозицію можна встановлювати без відриву ока від окуляра. Діапазон вводу світлочутливості плівки — від 16 до 500 одиниць ГОСТ.
- Лічильник кадрів показує кількість кадрів які залишились неекспонованими, скидається після відкриття задньої кришки.
- Різьба штативного гнізда 3/8 дюйма.